# Coupe Gambardella 2023-2024
 (novembre 2023).
Navigation
Édition précédente Édition suivante
La Coupe Gambardella 2023-2024 est la 70e édition de la Coupe Gambardella de football. Elle est organisée durant la saison 2023-2024 par la Fédération française de football et ses ligues régionales, et se déroule sur toute la saison, de septembre à avril. La compétition à élimination directe met aux prises les équipes de moins de 18 ans des clubs à travers la France. Les joueurs qualifiés dans la compétition sont nés au plus tôt le 1er janvier 2006.

## Calendrier
| Tour                              | Dates retenues         | Équipes participantes  | Équipes restantes      |
| Phase régionale (2023)            | Phase régionale (2023) | Phase régionale (2023) | Phase régionale (2023) |
| --------------------------------- | ---------------------- | ---------------------- | ---------------------- |
| Tours régionaux                   | Dates régionales       |                        |                        |
| Finales régionales                | dimanche 19 novembre   | 144                    | 72                     |
| Phase finale (2023 et 2024)       |                        |                        |                        |
| Entrée des 56 clubs nationaux U19 |                        |                        |                        |
| 1er tour fédéral                  | dimanche 10 décembre   | 128                    | 64                     |
| Trente-deuxièmes de finale        | dimanche 14 janvier    | 64                     | 32                     |
| Seizièmes de finale               | dimanche 4 février     | 32                     | 16                     |
| Huitièmes de finale               | dimanche 25 février    | 16                     | 8                      |
| Quarts de finale                  | dimanche 31 mars       | 8                      | 4                      |
| Demi-finales                      | samedi 4 mai           | 4                      | 2                      |
| Finale                            | samedi 25 mai          | 2                      | 1                      |

## Résultats

### 1ertour fédéral
Le tirage au sort a lieu le 23 novembre 2023.
Les rencontres ont lieu le dimanche 10 décembre 2023.
Les 56 clubs National U19 rejoignent les 71 clubs qualifiés des finales régionales ainsi que l'équipe du CERFA FC, Centre Elite des Régions Françaises d’Amérique, qui participe pour la première fois à la compétition.
Les 128 clubs sont répartis dans 6 groupes par géographie (pour éviter les longs déplacements).
- Groupe A

| Date             | Heure | Club                     | Résultat          | Club                      | Stade                                      | Réf.    |
| ---------------- | ----- | ------------------------ | ----------------- | ------------------------- | ------------------------------------------ | ------- |
| 9 décembre 2023  | 14h00 | Stade rennais FC (1)     | 3 - 0             | Stade lavallois (1)       | Stade de la Piverdière, Rennes             | Rapport |
| 9 décembre 2023  | 14h30 | Rennes TA (2)            | 0 - 1             | FC Atlantique Vilaine (2) | Stade Roger Salengro, Rennes               | Rapport |
| 9 décembre 2023  | 18h30 | EA Saint-Renan (2)       | 0 - 1             | FC Lorient (1)            | Complexe sportif de Lokournan, Saint-Renan | Rapport |
| 10 décembre 2023 | 14h30 | Stade brestois 29 (1)    | 5 - 0             | CERFA FC (Antilles)       | Stade de Pen Helen, Brest                  | Rapport |
| 10 décembre 2023 | 14h30 | US Granville (2)         | 1 - 1 (4 T.a.b 5) | US Concarneau (1)         | Stade de la cité des sports, Granville     | Rapport |
| 10 décembre 2023 | 14h30 | ES Segré HA Football (2) | 0 - 3             | Stade briochin (2)        | Complexe Sportif, Segré                    | Rapport |
| 10 décembre 2023 | 14h30 | FC Saint-Lô Manche (2)   | 1 - 3             | EA Guingamp (1)           | Stade Louis-Villemer, Saint-Lô             | Rapport |
| 10 décembre 2023 | 14h30 | Lorient Sports (3)       | 2 - 2 (3 T.a.b 4) | US Avranches (1)          | Stade de Kerfichant, Lorient               | Rapport |

- Groupe B

| Date             | Heure | Club                   | Résultat          | Club                    | Stade                                            | Réf.    |
| ---------------- | ----- | ---------------------- | ----------------- | ----------------------- | ------------------------------------------------ | ------- |
| 10 décembre 2023 | 14h15 | Versailles FC 78 (2)   | 2 - 2 (4 T.a.b 1) | US Quevilly RM (1)      | Stade de Porchefontaine, Versailles              | Rapport |
| 10 décembre 2023 | 14h15 | Le Mée Sports (3)      | 0 - 10            | Paris Saint-Germain (1) | Parc des Sports de Pozoblanco, Le Mée-sur-Seine  | Rapport |
| 10 décembre 2023 | 14h30 | AS Meudon (2)          | 0 - 1             | Le Havre AC (1)         | Stade Jean Melkonian, Meudon                     | Rapport |
| 10 décembre 2023 | 14h30 | AL Déville Maromme (2) | 2 - 3             | Amiens SC (1)           | Stade Louis Blériot, Déville-lès-Rouen           | Rapport |
| 10 décembre 2023 | 14h30 | FC 93 Bobigny B-G (1)  | 1 - 1 (4 T.a.b 2) | FC Chambly Oise (1)     | Stade Henri Wallon, Bobigny                      | Rapport |
| 10 décembre 2023 | 14h30 | FC Rouen 1899 (2)      | 0 - 1             | SM Caen (1)             | Stade Pierre Lefrançois, Le Grand-Quevilly       | Rapport |
| 10 décembre 2023 | 14h30 | Maladrerie OS (2)      | 1 - 1 (5 T.a.b 4) | Entente SSG (2)         | Stade Joseph Déterville, Caen                    | Rapport |
| 10 décembre 2023 | 14h30 | Cellois CS (2)         | 0 - 1             | Mantois FC 78 (2)       | Stade Lucien-René Duchesne, La Celle-Saint-Cloud | Rapport |

- Groupe C

| Date             | Heure | Club                     | Résultat | Club                      | Stade                                         | Réf.    |
| ---------------- | ----- | ------------------------ | -------- | ------------------------- | --------------------------------------------- | ------- |
| 10 décembre 2023 | 14h15 | RC Lens (1)              | 0 - 3    | Montrouge FC 92 (1)       | Stade Santiago Bernabéu, Avion                | Rapport |
| 10 décembre 2023 | 14h15 | US Lesquin (2)           | 0 - 3    | LOSC Lille (1)            | Stade Jean Pierre Papin, Lesquin              | Rapport |
| 10 décembre 2023 | 14h30 | CS Villetaneuse (2)      | 0 - 3    | Stade de Reims (1)        | Stade Dian, Villetaneuse                      | Rapport |
| 10 décembre 2023 | 14h30 | US Boulogne CO (2)       | 0 - 1    | US Pays de Saint-Omer (2) | Stade de la Waroquerie, Saint-Martin-Boulogne | Rapport |
| 10 décembre 2023 | 14h30 | Stade Béthunois (2)      | 1 - 2    | Olympique Marcquois (2)   | Stade Hermant-Deprez, Béthune                 | Rapport |
| 10 décembre 2023 | 14h30 | US Vimy (3)              | 1 - 3    | US Vermelles (2)          | Stade de la Mine, Vimy                        | Rapport |
| 10 décembre 2023 | 15h30 | RC Épernay Champagne (2) | 2 - 0    | USL Dunkerque (1)         | Stade Paul Chandon, Épernay                   | Rapport |
| 20 décembre 2023 | 14h30 | FC Montfermeil (1)       | 2 - 1    | Valenciennes FC (1)       | Stade Henri Vidal, Montfermeil                | Rapport |

- Groupe D

| Date             | Heure | Club                          | Résultat          | Club                       | Stade                                    | Réf.    |
| ---------------- | ----- | ----------------------------- | ----------------- | -------------------------- | ---------------------------------------- | ------- |
| 9 décembre 2023  | 14h00 | SA Epinal (2)                 | 2 - 1             | RC Strasbourg (1)          | Stade de la Colombière, Épinal           | Rapport |
| 10 décembre 2023 | 14h15 | FC Kronenbourg Strasbourg (2) | 1 - 5             | FC Metz (1)                | Stade Exès, Strasbourg                   | Rapport |
| 10 décembre 2023 | 14h15 | Brétigny Foot CS (2)          | 4 - 0             | AS Pagny-sur-Moselle (1)   | Stade Auguste Delaune, Brétigny-sur-Orge | Rapport |
| 10 décembre 2023 | 14h30 | EN Saint-Avold (2)            | 1 - 5             | Paris FC (1)               | Stade du Centre, Saint-Avold             | Rapport |
| 10 décembre 2023 | 14h30 | FC Soleil Bischheim (3)       | 0 - 3             | ESTAC Troyes (1)           | Stade Mars, Bischheim                    | Rapport |
| 10 décembre 2023 | 14h30 | AS Illzach Modenheim (2)      | 1 - 1 (1 T.a.b 4) | AS Nancy-Lorraine (2)      | Stade Joseph Biechlin, Illzach           | Rapport |
| 10 décembre 2023 | 14h30 | AJ Auxerre (1)                | 0 - 2             | FC Sochaux-Montbéliard (1) | Stade Abbé-Deschamps, Auxerre            | Rapport |
| 10 décembre 2023 | 15h30 | US Ivry (2)                   | 4 - 1             | SC Schiltigheim (2)        | Stade des Lilas, Ivry-sur-Seine          | Rapport |

- Groupe E

| Date             | Heure | Club                    | Résultat          | Club                   | Stade                                             | Réf.    |
| ---------------- | ----- | ----------------------- | ----------------- | ---------------------- | ------------------------------------------------- | ------- |
| 10 décembre 2023 | 13h30 | FC Vesoul (2)           | 1 - 1 (1 T.a.b 4) | SC Bastia (1)          | Stade René Hologne, Vesoul                        | Rapport |
| 10 décembre 2023 | 14h15 | UF Mâcon (2)            | 1 - 1 (4 T.a.b 3) | JS Créchoise (2)       | Stade Jean Belver, Mâcon                          | Rapport |
| 10 décembre 2023 | 14h15 | AS Fontaine-d'Ouche (2) | 0 - 2             | Bourg-en-Bresse 01 (1) | Stade de la Fontaine d'Ouche, Dijon               | Rapport |
| 10 décembre 2023 | 14h30 | Clermont Foot 63 (1)    | 1 - 0             | Dijon FCO (1)          | Stade des Gravanches, Clermont-Ferrand            | Rapport |
| 10 décembre 2023 | 14h30 | FC Commelle-Vernay (3)  | 0 - 3             | Thonon Évian FC (2)    | Complexe sportif, Commelle-Vernay                 | Rapport |
| 10 décembre 2023 | 14h30 | ASPTT Dijon (2)         | 0 - 2             | Olympique lyonnais (1) | Centre Sportif Dijon Métropole, Saint-Apollinaire | Rapport |
| 10 décembre 2023 | 14h30 | FC Annecy (2)           | 3 - 1             | AS Montferrand (1)     | Parc des Sports 2, Annecy                         | Rapport |
| 10 décembre 2023 | 17h30 | FC Nivolet (2)          | 0 - 6             | AS Saint-Étienne (1)   | Stade des Barillettes, Saint-Alban-Leysse         | Rapport |

- Groupe F

| Date             | Heure | Club                       | Résultat          | Club                        | Stade                                            | Réf.    |
| ---------------- | ----- | -------------------------- | ----------------- | --------------------------- | ------------------------------------------------ | ------- |
| 9 décembre 2023  | 18h00 | Gardia Club (2)            | 1 - 0             | SC Air Bel (1)              | Stade Guy Môquet, La Garde                       | Rapport |
| 9 décembre 2023  | 18h00 | Andrézieux-Bouthéon FC (2) | 2 - 1             | GFC Ajaccio (1)             | Envol Stadium, Andrézieux-Bouthéon               | Rapport |
| 10 décembre 2023 | 12h00 | Olympique de Valence (2)   | 6 - 1             | AS Ghisonaccia Prunelli (2) | Stade Passelegue, Valence                        | Rapport |
| 10 décembre 2023 | 14h30 | RC Pays de Grasse (2)      | 0 - 2             | AS Monaco (1)               | Stade de la Paoute, Grasse                       | Rapport |
| 10 décembre 2023 | 14h30 | AS Saint-Priest (2)        | 1 - 2             | OGC Nice (1)                | Stade Jacques Joly, Saint-Priest                 | Rapport |
| 10 décembre 2023 | 14h30 | Olympique de Marseille (1) | 2 - 0             | Marignane GCB FC (1)        | Stade OM Campus, Marseille                       | Rapport |
| 10 décembre 2023 | 14h30 | SC Toulon (2)              | 1 - 1 (5 T.a.b 4) | AC Ajaccio (1)              | Complexe Sportif Bormisports, Bormes-les-Mimosas | Rapport |
| 10 décembre 2023 | 15h30 | Lyon-La Duchère (2)        | 5 - 0             | Rhône Crussol Foot 07 (2)   | Stade de la Sauvegarde, Lyon                     | Rapport |

- Groupe G

| Date             | Heure | Club                        | Résultat          | Club                      | Stade                                     | Réf.    |
| ---------------- | ----- | --------------------------- | ----------------- | ------------------------- | ----------------------------------------- | ------- |
| 10 décembre 2023 | 11h00 | Olympique Rovenain (2)      | 1 - 0             | Jeunesse villenavaise (2) | Stade municipal, Le Rove                  | Rapport |
| 10 décembre 2023 | 12h30 | GJ Linars Nersac Fléac (2)  | 0 - 0 (4 T.a.b 3) | Castelnau-Le Crès FC (2)  | Stade Jean-Michel Lamoureux, Linars       | Rapport |
| 10 décembre 2023 | 14h30 | Entente SCM (2)             | 1 - 0             | Rodez AF (1)              | Stade Ernest Brousse, Montferrier-sur-Lez | Rapport |
| 10 décembre 2023 | 14h30 | SC Narbonne Montplaisir (2) | 0 - 3             | JE Toulouse (2)           | Stade Montplaisir, Narbonne               | Rapport |
| 10 décembre 2023 | 14h30 | Les Croisés SA Bayonne (2)  | 1 - 0             | US Colomiers (1)          | Stade de la Floride, Bayonne              | Rapport |
| 10 décembre 2023 | 14h30 | Angoulême Charente FC (2)   | 2 - 2 (8 T.a.b 9) | Toulouse FC (1)           | Stade Lacroix Lanauve, Angoulême          | Rapport |
| 10 décembre 2023 | 14h30 | Girondins de Bordeaux (1)   | 3 - 0             | SA Mérignac (1)           | Parc des sports des Écus, Le Bouscat      | Rapport |
| 10 décembre 2023 | 14h30 | Montpellier HSC (1)         | 1 - 0             | AS Béziers (1)            | Stade Bernard Gasset, Montpellier         | Rapport |

- Groupe H

| Date             | Heure | Club                      | Résultat          | Club               | Stade                                       | Réf.    |
| ---------------- | ----- | ------------------------- | ----------------- | ------------------ | ------------------------------------------- | ------- |
| 9 décembre 2023  | 17h30 | Avoine OCC (2)            | 0 - 12            | FC Nantes (1)      | Stade Marcel-Vignaud, Avoine                | Rapport |
| 10 décembre 2023 | 14h30 | SC Beaucouzé (2)          | 0 - 0 (3 T.a.b 5) | US Orléans (1)     | Stade Jacques Aubineau, Beaucouzé           | Rapport |
| 10 décembre 2023 | 14h30 | Tours FC (2)              | 0 - 3             | Le Mans FC (2)     | Stade de la Vallée du Cher, Tours           | Rapport |
| 10 décembre 2023 | 14h30 | Blois Football 41 (2)     | 1 - 0             | USM Saran (1)      | Stade Saint-Georges, Blois                  | Rapport |
| 10 décembre 2023 | 14h30 | USSA Vertou (1)           | 2 - 5             | LB Châteauroux (1) | Stade Échalonnières, Vertou                 | Rapport |
| 10 décembre 2023 | 15h00 | Saint-Nazaire AF (2)      | 1 - 1 (3 T.a.b 5) | SO Cholet (2)      | Parc des sports Léo Lagrange, Saint-Nazaire | Rapport |
| 10 décembre 2023 | 17h00 | Vendée Poiré Football (2) | 1 - 3             | Angers SCO (1)     | Stade de l'Idonnière 2, Le Poiré-sur-Vie    | Rapport |
| 16 décembre 2023 | 17h00 | Gâti Foot (2)             | 0 - 4             | Trélissac FC (1)   | Stade Claude Guinard, Secondigny            | Rapport |

### Trente-deuxièmes de finale
Le tirage au sort a lieu le 14 décembre 2023.

Les rencontres ont lieu le dimanche 14 janvier 2024.
Les 64 clubs sont répartis dans 4 groupes par géographie (pour éviter les longs déplacements) et par niveau.
- Groupe A

| Date            | Heure | Club                      | Résultat          | Club                 | Stade                                  | Réf.    |
| --------------- | ----- | ------------------------- | ----------------- | -------------------- | -------------------------------------- | ------- |
| 13 janvier 2024 | 15h00 | US Avranches (1)          | 1 - 3             | Le Havre AC (1)      | Plaine de Jeux du Rocher, Avranches    | Rapport |
| 14 janvier 2024 | 14h30 | US Vermelles (2)          | 1 - 4             | Brétigny Foot CS (2) | Stade Léo Lagrange, Vermelles          | Rapport |
| 14 janvier 2024 | 14h30 | Versailles FC 78 (2)      | 0 - 0 (5 T.a.b 4) | Maladrerie OS (2)    | Stade de Porchefontaine, Versailles    | Rapport |
| 14 janvier 2024 | 14h30 | US Pays de Saint-Omer (2) | 2 - 2 (5 T.a.b 3) | Montrouge FC 92 (1)  | Stade Gaston Bonnet, Saint-Omer        | Rapport |
| 14 janvier 2024 | 14h30 | US Ivry (2)               | 1 - 0             | US Orléans (1)       | Stade des Lilas, Ivry-sur-Seine        | Rapport |
| 14 janvier 2024 | 14h30 | Olympique Marcquois (2)   | 1 - 3             | SM Caen (1)          | Stade Georges Niquet, Marcq-en-Barœul  | Rapport |
| 14 janvier 2024 | 14h30 | Mantois FC 78 (2)         | 2 - 2 (3 T.a.b 1) | FC Montfermeil (1)   | Stade Jean-Paul David, Mantes-la-Jolie | Rapport |
| 14 janvier 2024 | 14h30 | LOSC Lille (1)            | 0 - 1             | Amiens SC (1)        |                                        | Rapport |

- Groupe B

| Date            | Heure | Club                       | Résultat          | Club                    | Stade                                           | Réf.    |
| --------------- | ----- | -------------------------- | ----------------- | ----------------------- | ----------------------------------------------- | ------- |
| 14 janvier 2024 | 11h30 | AS Nancy-Lorraine (2)      | 2 - 1             | FC Annecy (2)           | Parc des Sports Michel-Platini, Velaine-en-Haye | Rapport |
| 14 janvier 2024 | 13h00 | Thonon Évian FC (2)        | 0 - 1             | Stade de Reims (1)      | Stade de Saint Disdille, Thonon-les-Bains       | Rapport |
| 14 janvier 2024 | 14h30 | Lyon-La Duchère (2)        | 2 - 3             | ESTAC Troyes (1)        | Stade de la Sauvegarde, Lyon                    | Rapport |
| 14 janvier 2024 | 14h30 | Bourg-en-Bresse 01 (1)     | 3 - 0             | FC 93 Bobigny BG (1)    | Stade municipal, Péronnas                       | Rapport |
| 14 janvier 2024 | 14h30 | RC Épernay Champagne (2)   | 2 - 1             | UF Mâcon (2)            | Stade Paul Chandon, Épernay                     | Rapport |
| 14 janvier 2024 | 14h30 | FC Metz (1)                | 1 - 1 (4 T.a.b 3) | Olympique lyonnais (1)  | Plaine de jeux St Symphorien, Montigny-lès-Metz | Rapport |
| 17 janvier 2024 | 14h30 | SA Epinal (2)              | 2 - 5             | Paris Saint-Germain (1) | Stade de la Colombière 3, Épinal                | Rapport |
| 17 janvier 2024 | 14h30 | FC Sochaux-Montbéliard (1) | 1 - 2             | Paris FC (1)            | Centre de Formation FCSM, Seloncourt            | Rapport |

- Groupe C

| Date            | Heure | Club                       | Résultat          | Club                       | Stade                                             | Réf.    |
| --------------- | ----- | -------------------------- | ----------------- | -------------------------- | ------------------------------------------------- | ------- |
| 14 janvier 2024 | 11h00 | Toulouse FC (1)            | 3 - 0             | SC Bastia (1)              | Stade la zone verte la Ramée, Tournefeuille       | Rapport |
| 14 janvier 2024 | 11h00 | OGC Nice (1)               | 0 - 3             | Clermont Foot 63 (1)       | Stade de la Plaine du Var, Nice                   | Rapport |
| 14 janvier 2024 | 13h00 | JE Toulouse (2)            | 1 - 1 (4 T.a.b 5) | AS Saint-Étienne (1)       | Complexe sportif Borderouge, Toulouse             | Rapport |
| 14 janvier 2024 | 14h30 | SC Toulon (2)              | 0 - 1             | Olympique de Marseille (1) | Stade Saurin, Toulon                              | Rapport |
| 14 janvier 2024 | 14h30 | Les Croisés SA Bayonne (2) | 1 - 4             | AS Monaco (1)              | Stade Didier Deschamps, Bayonne                   | Rapport |
| 14 janvier 2024 | 14h30 | Olympique de Valence (2)   | 3 - 2             | Gardia Club (2)            | Stade Passelegue, Valence                         | Rapport |
| 14 janvier 2024 | 14h30 | Olympique Rovenain (2)     | 2 - 2 (3 T.a.b 4) | Entente SCM (2)            | Stade municipal, Le Rove                          | Rapport |
| 14 janvier 2024 | 14h30 | Andrézieux-Bouthéon FC (2) | 1 - 0             | Montpellier HSC (1)        | Complexe sportif Gouyonnière, Andrézieux-Bouthéon | Rapport |

- Groupe D

| Date            | Heure | Club                      | Résultat          | Club                       | Stade                                    | Réf.    |
| --------------- | ----- | ------------------------- | ----------------- | -------------------------- | ---------------------------------------- | ------- |
| 13 janvier 2024 | 14h30 | US Concarneau (1)         | 0 - 2             | Stade brestois 29 (1)      | Stade Robert Gléonec, La Forêt-Fouesnant | Rapport |
| 13 janvier 2024 | 14h30 | Blois Football 41 (2)     | 0 - 0 (6 T.a.b 5) | GJ Linars Nersac Fléac (2) | Stade Saint Georges, Blois               | Rapport |
| 13 janvier 2024 | 15h00 | Le Mans FC (2)            | 5 - 3             | SO Cholet (2)              | Parc des sports la californie, Le Mans   | Rapport |
| 13 janvier 2024 | 18h00 | FC Atlantique Vilaine (2) | 0 - 1             | Stade rennais FC (1)       | Stade municipal, Redon                   | Rapport |
| 14 janvier 2024 | 11h00 | FC Lorient (1)            | 0 - 0 (4 T.a.b 2) | Girondins de Bordeaux (1)  | Espace FCL, Ploemeur                     | Rapport |
| 14 janvier 2024 | 14h30 | Trélissac FC (1)          | 2 - 3             | EA Guingamp (1)            | Stade Firmin Daudoun, Trélissac          | Rapport |
| 14 janvier 2024 | 14h30 | Stade briochin (2)        | 2 - 0             | Angers SCO (1)             | Stade Chaptal, Saint-Brieuc              | Rapport |
| 14 janvier 2024 | 14h30 | LB Châteauroux (1)        | 0 - 5             | FC Nantes (1)              | Stade Claude Jamet, Châteauroux          | Rapport |

### Seizièmes de finale
Le tirage au sort a lieu le 18 janvier 2024.

Les rencontres ont lieu le 4 février 2024.
- Groupe A

| Date           | Heure | Club                      | Résultat          | Club                  | Stade                                    | Réf.    |
| -------------- | ----- | ------------------------- | ----------------- | --------------------- | ---------------------------------------- | ------- |
| 3 février 2024 | 14h30 | Stade de Reims (1)        | 1 - 1 (7 T.a.b 6) | FC Nantes (1)         | Stade Blériot, Bétheny                   | Rapport |
| 4 février 2024 | 14h30 | US Pays de Saint-Omer (2) | 1 - 3             | Le Mans FC (2)        | Stade Gaston Bonnet, Saint-Omer          | Rapport |
| 4 février 2024 | 14h30 | FC Mantois 78 (2)         | 1 - 0             | Le Havre AC (1)       | Stade Jean-Paul David, Mantes-la-Jolie   | Rapport |
| 4 février 2024 | 14h30 | Stade brestois 29 (1)     | 2 - 0             | Amiens SC (1)         | Stade de Pen Helen, Brest                | Rapport |
| 4 février 2024 | 14h30 | Stade rennais FC (1)      | 3 - 1             | EA Guingamp (1)       | Stade de la Piverdière, Rennes           | Rapport |
| 4 février 2024 | 14h30 | Stade briochin (2)        | 2 - 1             | SM Caen (1)           | Stade Chaptal, Saint-Brieuc              | Rapport |
| 4 février 2024 | 15h00 | RC Épernay Champagne (2)  | 3 - 0             | Blois Football 41 (2) | Stade Paul Chandon, Épernay              | Rapport |
| 4 février 2024 | 16h00 | CS Brétigny Foot (2)      | 1 - 4             | FC Lorient (1)        | Stade Auguste-Delaune, Brétigny-sur-Orge | Rapport |

- Groupe B

| Date           | Heure | Club                       | Résultat          | Club                       | Stade                                                    | Réf.    |
| -------------- | ----- | -------------------------- | ----------------- | -------------------------- | -------------------------------------------------------- | ------- |
| 3 février 2024 | 15h00 | Olympique de Valence (2)   | 2 - 1             | AS Monaco (1)              | Stade Passelegue, Valence                                | Rapport |
| 4 février 2024 | 11h00 | ESTAC Troyes (1)           | 3 - 2             | Clermont Foot 63 (1)       | Complexe Sportif de l'Aube, Rosières-près-Troyes         | Rapport |
| 4 février 2024 | 14h00 | AS Nancy-Lorraine (2)      | 1 - 0             | AS Saint-Étienne (1)       | Parc des Sports Michel-Platini, Velaine-en-Haye          | Rapport |
| 4 février 2024 | 14h30 | FC Metz (1)                | 2 - 0             | Bourg-en-Bresse 01 (1)     | Plaine de jeux St Symphorien, Montigny-lès-Metz          | Rapport |
| 4 février 2024 | 14h30 | Paris FC (1)               | 1 - 3             | Toulouse FC (1)            | Stade Déjerine, Paris                                    | Rapport |
| 4 février 2024 | 14h30 | Entente SCM (2)            | 0 - 0 (4 T.a.b 2) | Andrézieux-Bouthéon FC (2) | Complexe Sportif Champs Noirs, Saint-Mathieu-de-Tréviers | Rapport |
| 4 février 2024 | 14h30 | US Ivry (2)                | 0 - 3             | FC Versailles 78 (2)       | Stade des Lilas, Ivry-sur-Seine                          | Rapport |
| 4 février 2024 | 14h30 | Olympique de Marseille (1) | 1 - 1 (5 T.a.b 4) | Paris Saint-Germain (1)    | Stade OM Campus, Marseille                               | Rapport |

### Huitièmes de finale
Le tirage au sort a lieu le 8 février 2024.
Les rencontres ont lieu le dimanche 25 février 2024.
| 25 février 2024 | Olympique de Valence (2)  | 0 - 1   | Stade brestois 29 (1) | Stade Passelegue, Valence   |                             |
| 14h30           |                           | (0 - 1) | 28e Geraux            | Arbitrage : Florian Taulier | Arbitrage : Florian Taulier |
| 14h30           | Latreche 23e · Corral 81e | Rapport |                       | Arbitrage : Florian Taulier | Arbitrage : Florian Taulier |

| 25 février 2024 | Entente SCM (2)                                        | 0 - 2   | Stade rennais FC (1)                  | Stade Jules Rimet, Sussargues |                        |
| 14h30           |                                                        | (0 - 2) | 2e Do Marcolino · 6e Diallo           | Arbitrage : Adrien Amo        | Arbitrage : Adrien Amo |
| 14h30           | Boukhalfa 4e · Amkhazni 65e · Hammadi 70e · Bakhti 83e | Rapport | 19e Habri · 75e Soukouna · 79e Rosier | Arbitrage : Adrien Amo        | Arbitrage : Adrien Amo |

| 25 février 2024 | FC Versailles 78 (2) | 1 - 2 | Toulouse FC (1) | Parc des Sports du Hameau, Le Plessis-Robinson |                           |
| 14h00           |                      |       |                 | Arbitrage : Melvyn Guilon                      | Arbitrage : Melvyn Guilon |
| 14h00           | Rapport              |       |                 | Arbitrage : Melvyn Guilon                      | Arbitrage : Melvyn Guilon |

| 25 février 2024 | FC Metz (1)   | 1 - 0   | FC Lorient (1)                         | Stade Dezavelle, Longeville-lès-Metz         |                                              |
| 14h30           | Duarte 77e    | (0 - 0) |                                        | Diffuseur : YouTube Arbitrage : Aaron Madore | Diffuseur : YouTube Arbitrage : Aaron Madore |
| 14h30           | Gnemagnon 90e | Rapport | 56e Monnier · 90e Genton · 90e Leveque | Diffuseur : YouTube Arbitrage : Aaron Madore | Diffuseur : YouTube Arbitrage : Aaron Madore |

| 25 février 2024 | FC Mantois 78 (2) | 2 - 3 | ESTAC Troyes (1) | Stade Jean-Paul David, Mantes-la-Jolie |
| 14h30           |                   |       |                  |                                        |
|                 | Rapport           |       |                  |                                        |

| 24 février 2024 | RC Épernay Champagne (2)  | 0 - 4   | Stade de Reims (1)                                        | Stade Paul-Chandon, Épernay                    |                                                |
| 17h45           |                           | (0 - 0) | 48e Baradji · 53e Titalom Penka · 55e Tsouh · 88e Faubert | Diffuseur : YouTube Arbitrage : Amaury Janvier | Diffuseur : YouTube Arbitrage : Amaury Janvier |
| 17h45           | Ipas 44e · Kamalandua 60e | Rapport | 42e Mansouri · 65e Ayem                                   | Diffuseur : YouTube Arbitrage : Amaury Janvier | Diffuseur : YouTube Arbitrage : Amaury Janvier |

| 25 février 2024 | Le Mans FC (2)                                | 3 - 3   | Olympique de Marseille (1)              | Parc des sports la Californie, Le Mans               |                                                      |
| 14h30           | Sarac 62e · Bernardeau 67e · Boisse 88e       | (0 - 1) | 15e Sternal · 81e Bezahaf · 90e Trigano | Diffuseur : YouTube Arbitrage : Gabriel Chiaffitella | Diffuseur : YouTube Arbitrage : Gabriel Chiaffitella |
| 14h30           | Legrou 31e · Matumona 48e · Kadidi Nsumbi 90e | Rapport | 41e Sellami · 59e, 90e Ouro Bang Na ·   | Diffuseur : YouTube Arbitrage : Gabriel Chiaffitella | Diffuseur : YouTube Arbitrage : Gabriel Chiaffitella |
| 14h30           | Tirs au but 5 - 6                             |         |                                         | Diffuseur : YouTube Arbitrage : Gabriel Chiaffitella | Diffuseur : YouTube Arbitrage : Gabriel Chiaffitella |

| 25 février 2024 | AS Nancy-Lorraine (2)                                           | 5 - 2   | Stade briochin (2)               | Parc des Sports Michel-Platini, Velaine-en-Haye |                           |
| 15h00           | Ztouti 52e · Dahou Cordier 68e 88e · N'Guessan 85e · Diarra 90e | (0 - 0) | 57e Balzan Riascos · 75e Louédec | Arbitrage : Tahar Chalabi                       | Arbitrage : Tahar Chalabi |
| 15h00           | Carpentier 63e                                                  | Rapport | 41e Nerbard · 87e Leroux         | Arbitrage : Tahar Chalabi                       | Arbitrage : Tahar Chalabi |

### Quarts de finale
Le tirage au sort a lieu le 29 février 2024.
Les rencontres ont lieu le dimanche 31 mars 2024.
| 31 mars 2024 | ESTAC Troyes (1)            | 2 - 2   | Toulouse FC (1)                          | Centre sportif de l'Aube, Rosières-près-Troyes |                                               |
| 15h00        | Gassama 34e · Pierrilus 35e | (2 - 1) | 38e Mailhol · 79e Ahamadi                | Diffuseur : YouTube Arbitrage : Valentin Kihn  | Diffuseur : YouTube Arbitrage : Valentin Kihn |
| 15h00        | Kost 24e · Gassama 60e      | Rapport | 55e Gaudel · 65e Mailhol · 90e Dansoko · | Diffuseur : YouTube Arbitrage : Valentin Kihn  | Diffuseur : YouTube Arbitrage : Valentin Kihn |
| 15h00        | Tirs au but 4 - 2           |         |                                          | Diffuseur : YouTube Arbitrage : Valentin Kihn  | Diffuseur : YouTube Arbitrage : Valentin Kihn |

| 31 mars 2024 | AS Nancy-Lorraine (2)                              | 3 - 1   | FC Metz (1)               | Stade Marcel-Picot, Tomblaine                    |                                                  |
| 15h00        | N'Guessan 16e · Carpentier 36e · Dahou Cordier 66e | (2 - 0) | 55e Mbemba                | Diffuseur : YouTube Arbitrage : Baptiste Lambert | Diffuseur : YouTube Arbitrage : Baptiste Lambert |
| 15h00        | Ztouti 52e · Sabaly 70e · N'Guessan 75e            | Rapport | 36e Marchal · 77e Agouazi | Diffuseur : YouTube Arbitrage : Baptiste Lambert | Diffuseur : YouTube Arbitrage : Baptiste Lambert |

| 31 mars 2024 | Stade de Reims (1)              | 2 - 1   | Stade brestois 29 (1) | Stade Blériot, Bétheny                           |                                                  |
| 15h00        | Titalom Penka 57e · Baradji 70e | (0 - 0) | 53e Yayiya Kanté      | Diffuseur : YouTube Arbitrage : William Laplagne | Diffuseur : YouTube Arbitrage : William Laplagne |
| 15h00        | Rapport                         |         |                       | Diffuseur : YouTube Arbitrage : William Laplagne | Diffuseur : YouTube Arbitrage : William Laplagne |

| 31 mars 2024 | Stade rennais FC (1) | 1 - 2   | Olympique de Marseille (1)  | Stade de La Piverdière, Rennes                   |                                                  |
| 15h00        | Lambourde 41e        | (1 - 1) | 24e Abdallah · 90+1e Bakola | Diffuseur : YouTube Arbitrage : Dorian Bovolenta | Diffuseur : YouTube Arbitrage : Dorian Bovolenta |
| 15h00        | Soukouna 76e         | Rapport | 90e Lafont                  | Diffuseur : YouTube Arbitrage : Dorian Bovolenta | Diffuseur : YouTube Arbitrage : Dorian Bovolenta |

### Demi-finales
Le tirage au sort a lieu le 29 février 2024 en même temps que les Quarts de finale.
Les rencontres ont lieu le 4 mai 2024.
| 4 mai 2024 | Stade de Reims (1) | 0 - 2   | Olympique de Marseille (1)     | Stade Blériot, Bétheny                        |                                               |
| 15h00      |                    | (0 - 2) | 20e Le Pironnec · 41e Sternal  | Diffuseur : YouTube Arbitrage : Emmanuel Seva | Diffuseur : YouTube Arbitrage : Emmanuel Seva |
| 15h00      | Komesse 30e        | Rapport | 27e Trigano · 73e Ouro Bang Na | Diffuseur : YouTube Arbitrage : Emmanuel Seva | Diffuseur : YouTube Arbitrage : Emmanuel Seva |

| 4 mai 2024 | AS Nancy-Lorraine (2) | 1 - 1   | ESTAC Troyes (1)          | Stade Marcel-Picot, Tomblaine                    |                                                  |
| 16h00      | Mendy 16e             | (1 - 1) | 36e Detourbet             | Diffuseur : YouTube Arbitrage : William Laplagne | Diffuseur : YouTube Arbitrage : William Laplagne |
| 16h00      | Noel 20e              | Rapport | 50e Gassama · 64e N'Dri · | Diffuseur : YouTube Arbitrage : William Laplagne | Diffuseur : YouTube Arbitrage : William Laplagne |
| 16h00      | Tirs au but 5 - 4     |         |                           | Diffuseur : YouTube Arbitrage : William Laplagne | Diffuseur : YouTube Arbitrage : William Laplagne |

### Finale
La finale se joue en ouverture de la finale de la Coupe de France 2023-2024.
| 25 mai 2024 | Olympique de Marseille (1)                                                     | 4 - 1   | AS Nancy-Lorraine (2)     | Stade Pierre-Mauroy, Villeneuve-d'Ascq                          |                                                                 |
| 17 h 15     | Keyliane Abdallah 6e · Mathis Clément 14e · Gaël Lafont 74e · Adam Nosel 90+8e | (2 - 1) | 45e (pen.) Yanis Delaveau | Diffuseur : France 4,BeIn Sports 3 Arbitrage : Baptiste Lambert | Diffuseur : France 4,BeIn Sports 3 Arbitrage : Baptiste Lambert |
| 17 h 15     | Rapport                                                                        |         |                           | Diffuseur : France 4,BeIn Sports 3 Arbitrage : Baptiste Lambert | Diffuseur : France 4,BeIn Sports 3 Arbitrage : Baptiste Lambert |

## Synthèse

### Nombre d'équipes par division et par tour
| Divisions / Manches | 1er tour fédéral | 32es de finale | 16es de finale | 8es de finale | Quarts de finale | Demi-finales  | Finale        | Vainqueur     |
| ------------------- | ---------------- | -------------- | -------------- | ------------- | ---------------- | ------------- | ------------- | ------------- |
| National (1)        | 56               | 36             | 19             | 8             | 7                | 3             | 1             | 1             |
| Ligue (2)           | 66               | 28             | 13             | 8             | 1                | 1             | 1             |               |
| District (3)        | 5                | Aucune équipe  | Aucune équipe  | Aucune équipe | Aucune équipe    | Aucune équipe | Aucune équipe | Aucune équipe |
| Outre-mer           | 1                | Aucune équipe  | Aucune équipe  | Aucune équipe | Aucune équipe    | Aucune équipe | Aucune équipe | Aucune équipe |
| Total               | 128              | 64             | 32             | 16            | 8                | 4             | 2             | 1             |